# ميرنا هبر
ميرنا سمعان هبر هي عالمة لبنانية مختصة بعلم النباتات، عرفت باكتشاف عدة أنواع من النباتات في لبنان مع مجموعة من العلماء، وساعدت في تحرير عدة كتب مختصة بالنباتات اللبنانية، من مجالات اهتمامها علم النباتات البذرية (سبيرماتوفيت). وهي ناشطة في مجال عملها من حيث الأبحاث والمنشورات والورشات التي تقيمها.

## الحياة العلمية
وظائف شغلتها:
كانت عميدة كلية العلوم التطبيقة في جامعة الأمريكية للتكنولوجيا منذ 2008، ومستشارة ومطورة مشروع مستقلة في مؤسسات محلية ودولية وحكومية مختلفة منذ عام 1995. كما عملت أستاذة جامعية مساعدة ومشاركة في عدة جامعات منها (جامعة الروح القدس (USEK)، جامعة سيّدة اللويزة (NDU)، الجامعة اللبنانية، الجامعة الأميركية للعلوم والتكنولوجيا (AUST)، جامعة هايكزيان.

## مراكز وعضويات
ميرنا هبر عضو، مسؤولة عليا عن النباتات، نائبة الأمين العام (حاليًا) في جمعية أصدقاء الطبيعة، منذ 1990.
كما أنها عضو (ممثلة لبنان) في المجموعة المتخصصة بالصنوبر ضمن لجنة بقاء الأنواع التابعة لـ IUCN، منذ 1999.

## منشوراتها العلمية
- Haber, R. M. & Semaan-Haber, M. (2010). Floral enchantment to Lebanon: Natural heritage from the Mediterranean spaces and species (II). Beirut: Terre du Liban
- Haber, R. M. & Semaan-Haber, M. (2010). Orchids of Lebanon: Natural heritage from the Mediterranean spaces and species (I). Beirut: Terre du Liban
- Semaan, M.T. & Dodd, R. (2008). Genetic variability and structure of the remnant natural populations of Cedrus libani (Pinaceae) of Lebanon. Tree Genetics and Genomes, 4, 757-766, DOI 10.1007/s11295-008-0148-y
- Semaan, M.T. et al. (2006). War and biodiversity. In United Nations Development Program (UNDP), Lebanon, rapid environmental assessment for greening, recovery, reconstruction, and reform, 1 - 55. Beirut: UNDP

## أبرز إنجازتها
- اكتشاف أصناف جديدة من النباتات ونشرتها مع فريقها تحت اسم سمعان منذ 2002.
- تأسيس أوّل محمية طبيعية بقانون من مجلس النواب اللبناني، 1992

## جوائز
حازت جائزة المرأة الرائدة في حماية والحفاظ على البيئة من الهيئة الوطنية لشؤون المرأة اللبنانية مكافأة لتاريخ من النشاط البيئي للحفاظ على التنوع البيولوجي وإنشاء المحميات الطبيعية مع الدكتور ريكاردوس هبر، 2010.
كما حصلت على جائزة خريجي الجامعة الأميركية في بيروت من المهرجان الأدبي الذي نظمه نادي خريجي الجامعة الأميركية في بيروت لتكريم الكتاب بمناسبة بيروت عاصمة عالمية للكتاب، 2010. وحصلت على جائزة عالمة فولبرايت من هيئة فولبرايت (الولايات المتحدة الأميركية) عن الالتزام بإجراء البحوث حول الصنوبر من أجل الحفاظ على أرز لبنان، 2003.